# Macromusonia major
Macromusonia major är en bönsyrseart som beskrevs av Henri Saussure och Leo Zehntner 1894. Macromusonia major ingår i släktet Macromusonia och familjen Thespidae. Inga underarter finns listade i Catalogue of Life.